# Musée national de la Marine de Toulon
Pour les articles homonymes, voir Musée national de la Marine.
Le musée national de la Marine de Toulon est installé depuis 1981 à côté de la tour de l'Horloge de l'arsenal, l'un des rares sites historiques à avoir survécu à la Seconde Guerre mondiale.Véritable mémoire de l'arsenal de Toulon dont il conserve la majestueuse porte monumentale datée de 1738, le musée possède une collection de modèles de vaisseaux et de galères. Le musée de la Marine de Toulon fait partie avec les musées de Paris, Brest, Rochefort et Port-Louis du musée national de la Marine. Son existence est intimement liée à l'histoire de son port et de son arsenal. On y accède par l'ancienne porte datant de 1738.

## Historique du musée
En 1796, le maître sculpteur Jacques-Félix Brun (1763-1831), en recherche de modèles, décide de rassembler dans son atelier les sculptures en bois et les modèles de vaisseaux entreposés dans les ateliers et magasins de l'arsenal. Il établit une liste destinée à Charles Dupin (1784-1873), officier du génie maritime qui convainc le préfet maritime, Jean L'Hermitte, de l'intérêt de réunir de tels chefs-d'œuvre. Le 3 septembre 1814, un arrêté entérine la construction d'un musée maritime dont la direction est confiée à Charles Dupin. Une école consacrée à l'enseignement du dessin, du modelage, de l'ornement et de la gravure s'installe à côté du musée.

Le musée occupe successivement plusieurs locaux de l'arsenal puis en est chassé. Après la Libération, on affecte au musée naval de Toulon la tour du Mourillon qui reprend à cette occasion le nom de tour Royale. On installe dans les casemates de cette tour un grand nombre de pièces dont plusieurs appartenaient à l'ancien musée de la Direction de l'artillerie. Mais on doit renoncer à y installer tout objet qui pourrait craindre l'humidité. Le musée de la ville continue à abriter les peintures, documents, maquettes... Pendant un temps, deux musées navals ont donc coexisté à Toulon.
Dans la seconde moitié du XIXe siècle, le musée intègre la corderie royale de Toulon. Il occupe une partie du premier étage côté est. En 1918, pour installer ses bureaux, la préfecture maritime lui enlève ces locaux et les collections sont versées un temps au musée de la ville de Toulon sous la responsabilité de son conservateur, François Rossi.
Après la Seconde Guerre mondiale, vers 1949, après plusieurs déménagements pour mettre à l'abri les collections durant la guerre, elles sont à nouveau réunies, inventoriées et en partie exposées au musée d'art de la ville. On leur affecte par la suite la Tour royale, dite La Grosse Tour de la Mître, première tour à canons défensive de la rade datant de 1524. On y installe dans ses casemates un grand nombre de pièces dont plusieurs appartenaient à l'ancien musée de la Direction de l'artillerie et notamment l'impressionnant canon de place dit Chinois. Mais on doit renoncer à y installer tout ce qui pourrait craindre l'humidité. Le musée de la ville continue donc à abriter les peintures, les documents papiers, les maquettes... jusqu'à l'inauguration en 1962 d'un second musée naval sur le carré du port présidée par l'amiral Cabanier, chef d'État-major de la Marine. Pendant un temps, deux musées navals coexistent à Toulon. Le musée naval devient établissement public dans les années 1970.
Il s'implante son bâtiment actuel, place Monsenergue, en mai 1981 pour devenir le musée national de la Marine. Le musée implanté dans la Tour royale ferme ses portes en 2004, ses collections intégrées ou rapatriées à Paris.

## Les collections du musée

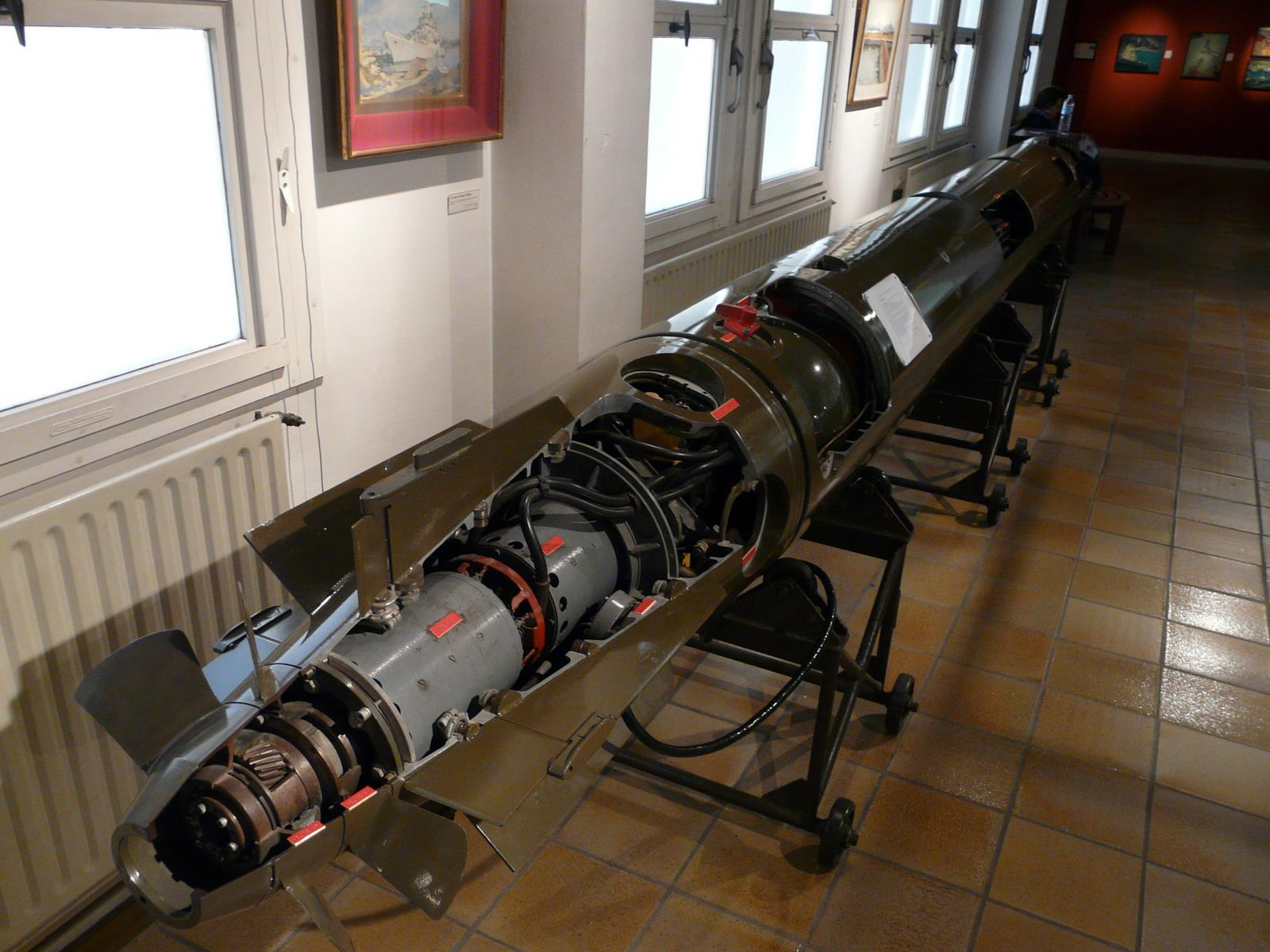
Torpille de type Z13.

Installé depuis 1981 à proximité de la porte principale de la base de Défense de Toulon, le musée national de la Marine illustre l'exceptionnelle activité d'un des plus grands arsenaux français depuis le XVIIe siècle. Véritable mémoire de l'arsenal de Toulon sa collection est constituée de maquettes de vaisseaux, de frégates, de galères, mais aussi de sous-marins et de porte-avions. Un échantillon de décors sculptés, représentatifs du savoir-faire des maîtres sculpteurs de l'arsenal, de grandes peintures illustrant le port de Toulon au cours des siècles, des instruments de navigation et des systèmes d'arme racontent comment le port de Toulon est devenu au fil du temps le premier port de guerre d'Europe.
Réorganisées en 2012, Le rez-de-chaussée en première partie est consacré à l'implantation de la Marine de Toulon à partir du XVIIe siècle , sous Louis XIV et Colbert, soulignée par l'apport fondamental de Vauban dans la création de l'arsenal de Toulon. On y trouve une très belle maquette de la corderie royale de 5,36 m de long. Dans la partie centrale du musée, deux maquettes, réalisées à grande échelle, d'un vaisseau et d'une frégate, servaient à l'instruction des élèves officiers au XVIIIe siècle. Plus loin, l'espace sur les galères rappelle la longévité d'une forme de navire typiquement méditerranéenne plongeant ses racines dans l'Antiquité. L'histoire pourtant ne retient que son rôle de prison inhumaine d'où naîtront les bagnes en 1748. D'autres œuvres retiennent l'attention comme la figure de proue du vaisseau de 80 canons Le Neptune, les figures en pied d'Abraham Duquesne, du comte de Tourville ou de Jean Bart. Elles témoignent de l'intense activité de l'atelier de sculpture de l'arsenal de Toulon qui ne fermera ses portes qu'à la fin du XIXe siècle. 
Après une escale au XIXe siècle consacrée à la Révolution industrielle et aux innovations techniques, le premier étage présente l'arsenal au XXe siècle, la construction navale mais aussi les événements historiques majeurs du port du Toulon, ceux qui demeurent dans l'imaginaire collectif des Toulonnais. Ainsi les cadeaux représentatifs de l'alliance franco-russe (1891-1914) ou bien, plus tragique, le sabordage de la Flotte de Toulon pendant la Seconde Guerre mondiale. Enfin un espace est dédié aux sous-marins du lancement du premier Gymnote (1888) aux tous nouveaux sous-marins nucléaires attendus en 2017, les Barracudas. Un autre est consacré aux porte-avions avec au cœur de cet espace le porte-avions Charles de Gaulle. Le musée conserve également le tableau de manœuvre des machines arrières du porte-avions Clemenceau, fierté de la Marine nationale - avec le porte-avions Foch - dans les années 1960.

## Expositions temporaires
- Le bagne portuaire de Toulon (2012-2013)
- Bateaux jouets (21 mai 2014-3 janvier 2016)
- Concevoir les armes de demain, dans les secrets de la DGA (28 juin - 31 décembre 2023)
- Napoléon et Toulon : une longue histoire (22 novembre 2023 - 8 janvier 2024)
- Opération Dragoon. 1944, le Débarquement de Provence en photographies (6 juillet 2024 - 29 juin 2025)

## Galerie

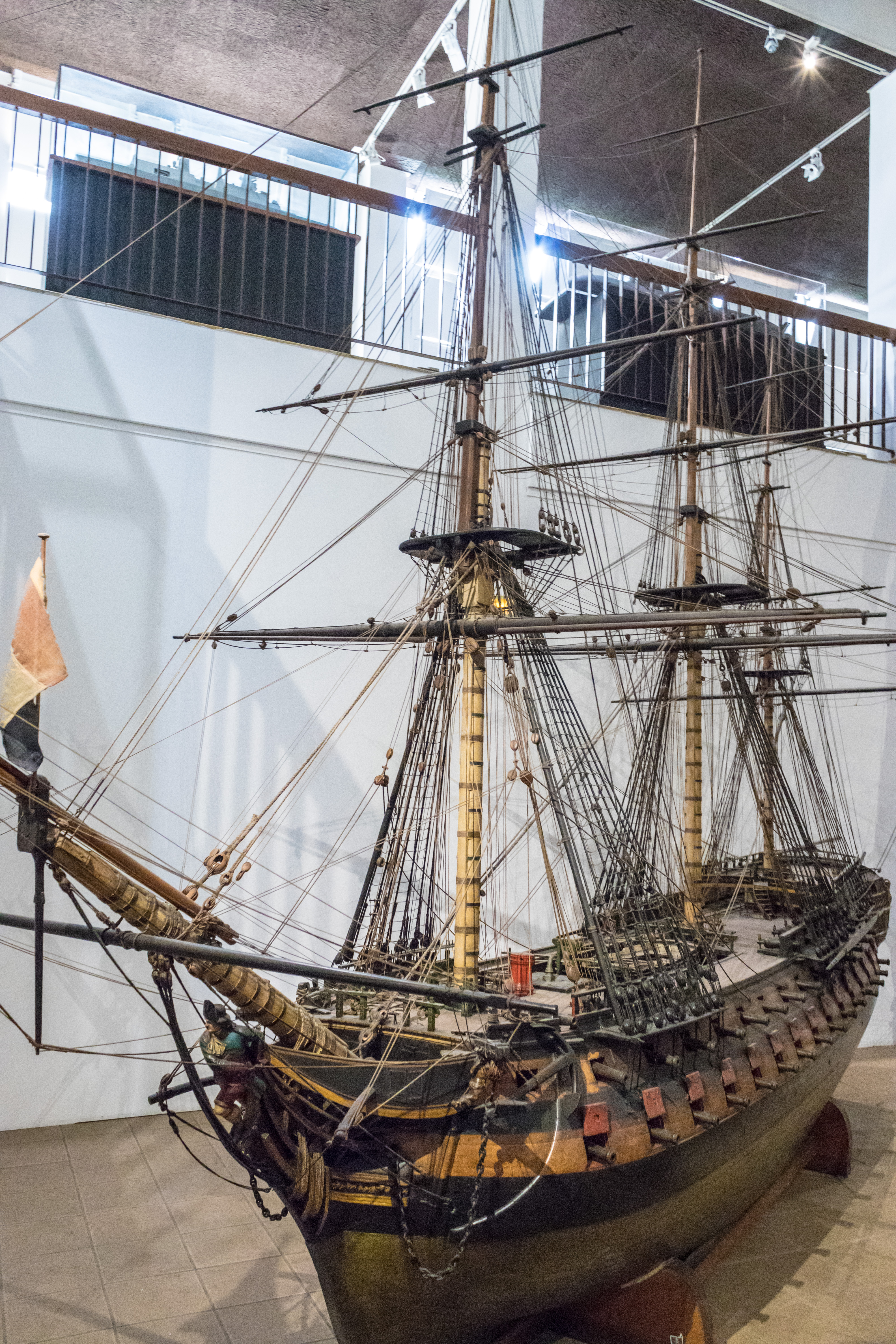
Duquesne, vaisseau de 74 canons, Jacques-Noël Sané, 1787 (Inv. 13 MG 30).
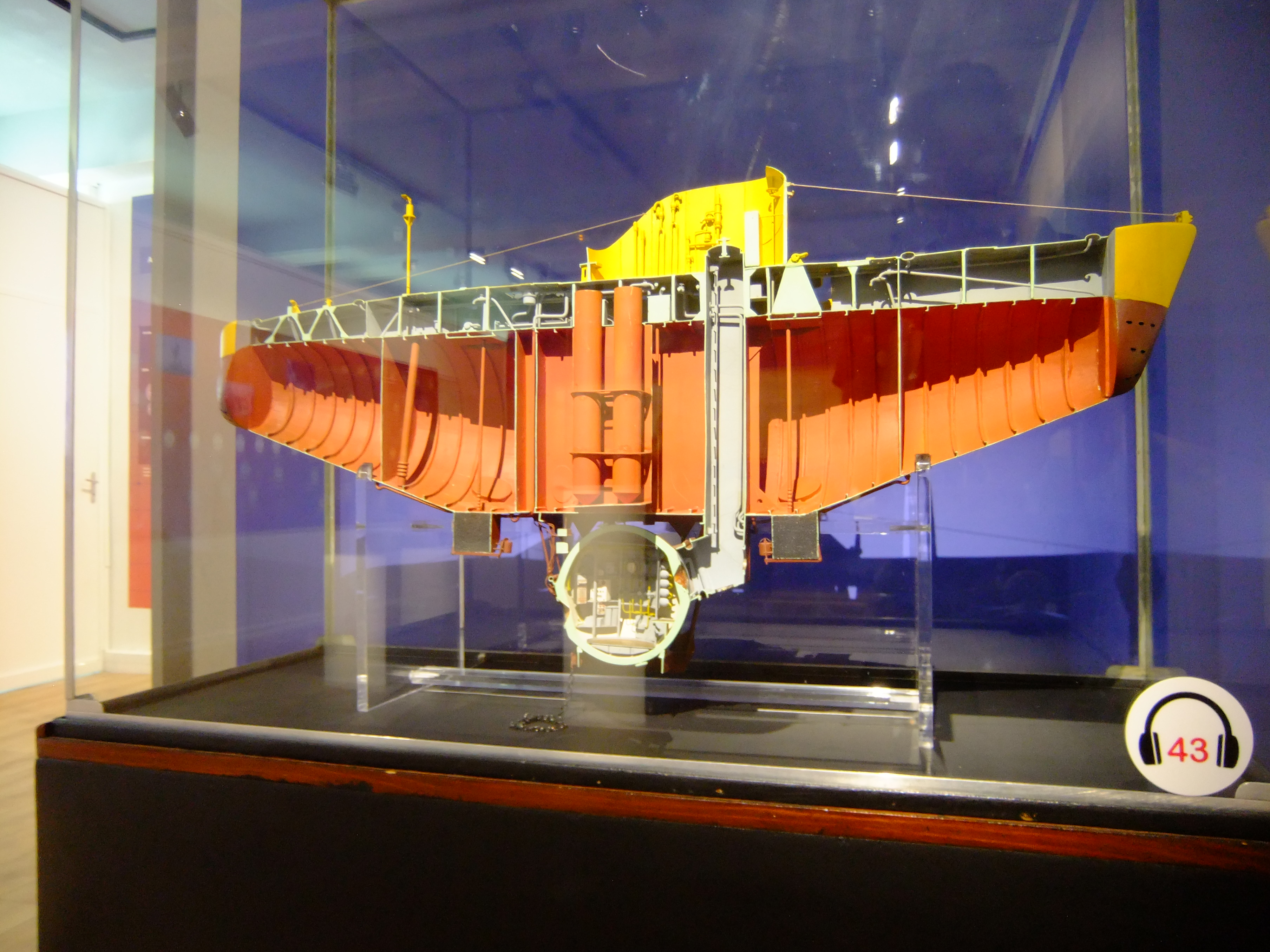
FNRS III, bathyscaphe, section longitudinale, atelier du musée de la Marine, 1954 (Inv. 31 MG 17).
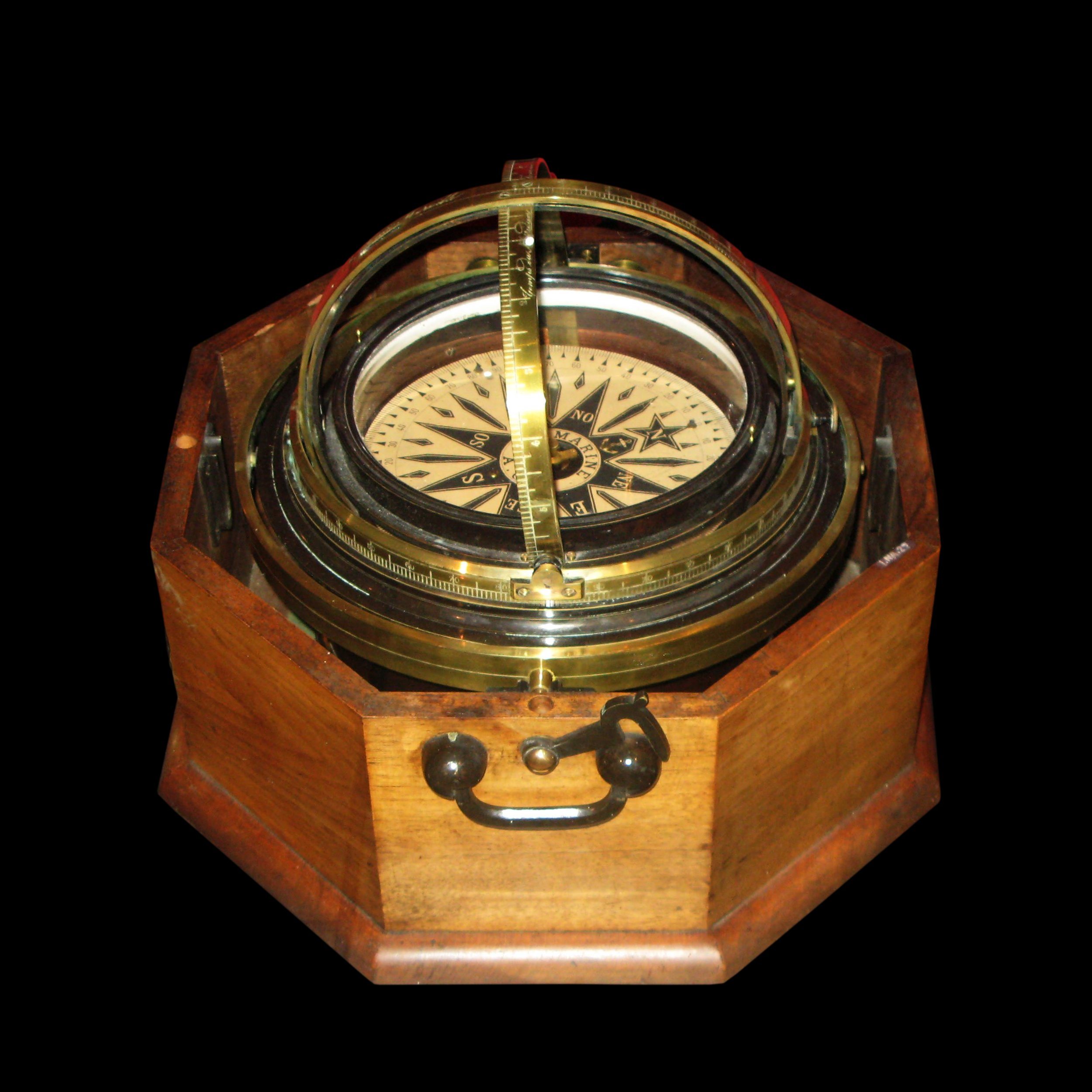
Compas de variation de jour, anonyme, entre 1852 et 1870 (Inv. 1 NA 27).
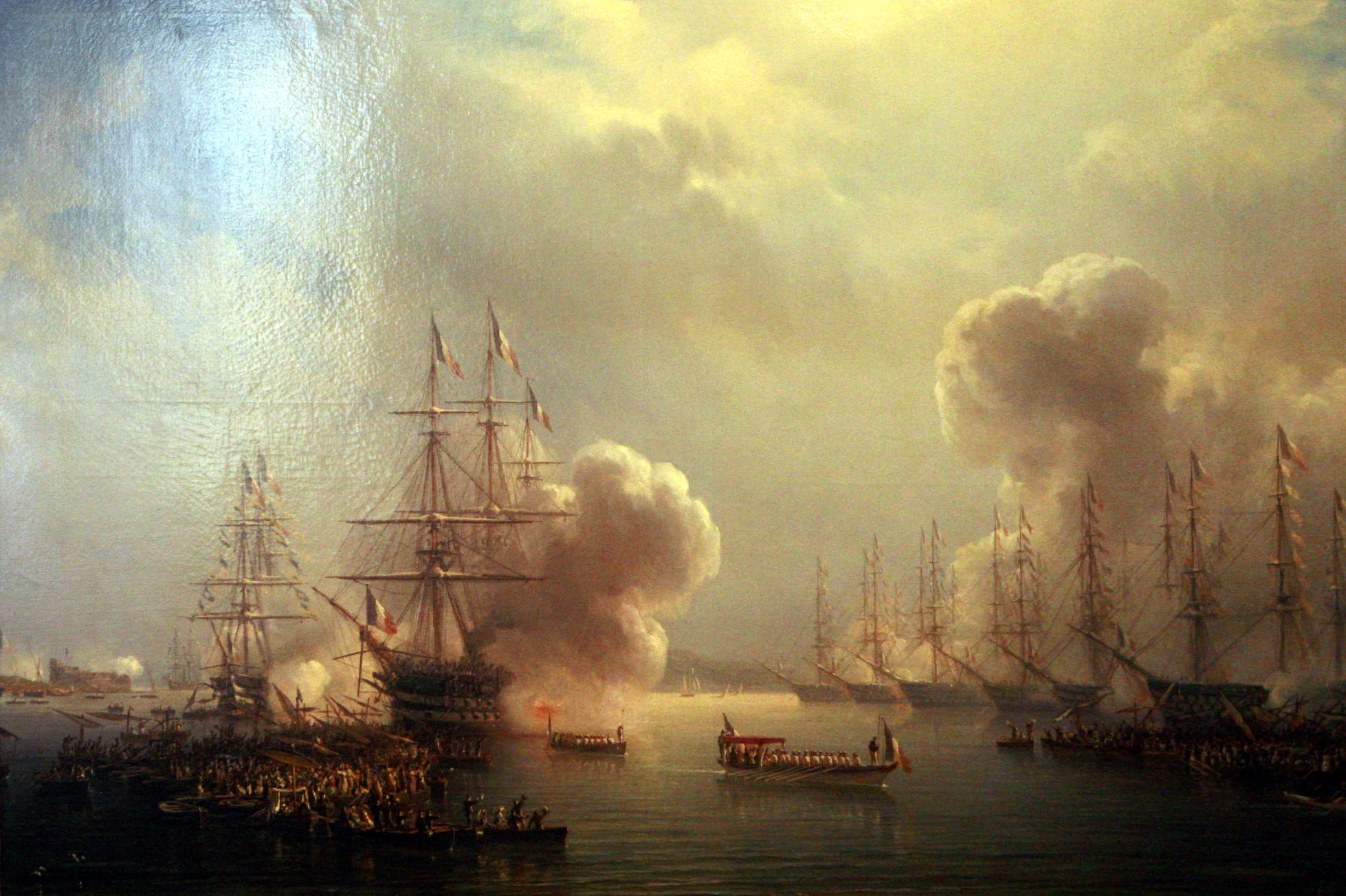
Arrivée du Prince Président en rade de Toulon, 1852, Antoine-Léon Morel-Fatio, 1852 (Inv. D 2022.0.1).
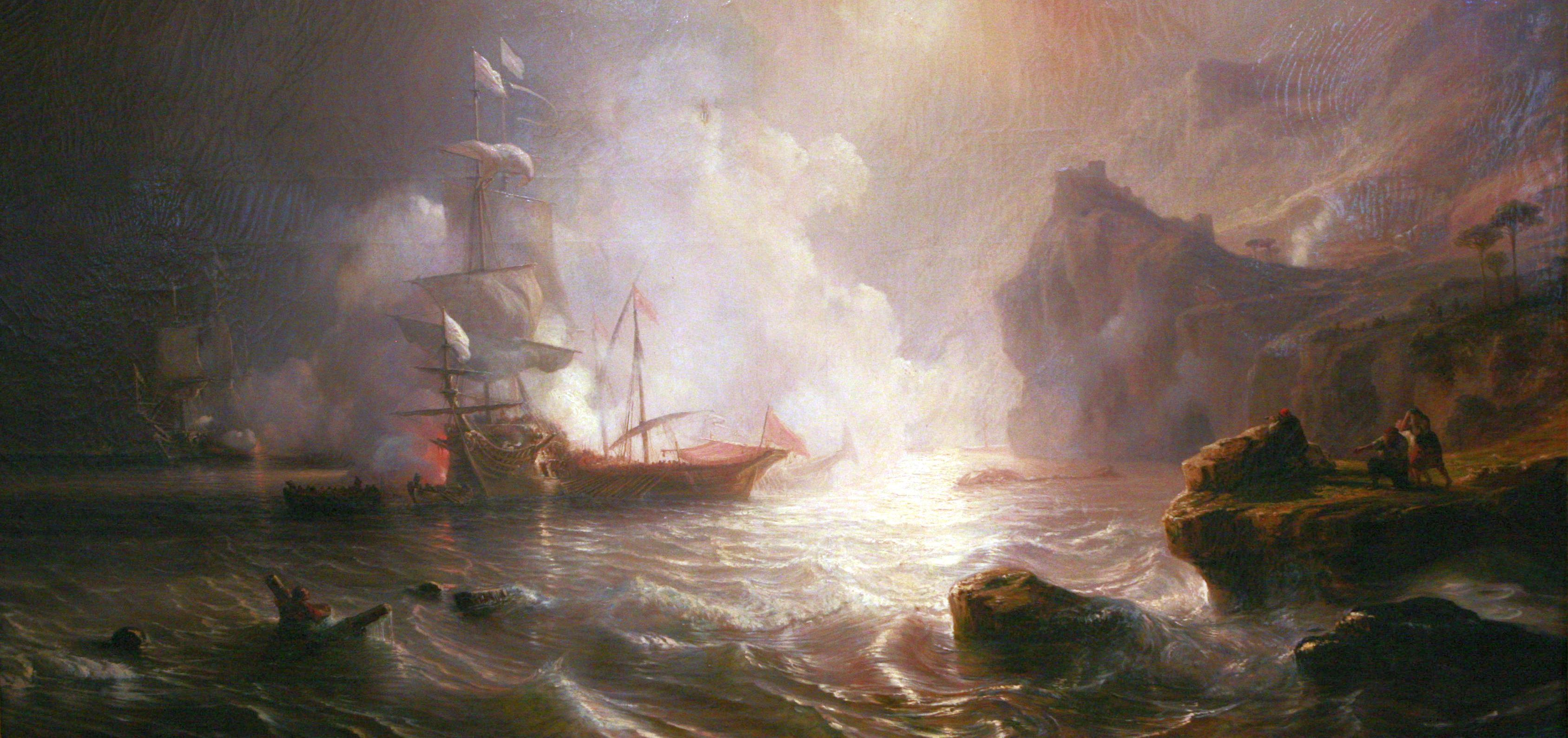
Combat d'un vaisseau français contre deux galères barbaresques, Théodore Gudin, 1858 (Inv. 9 OA 103).